# 造形芸術
造形芸術（ぞうけいげいじゅつ、英: Plastic arts）は、「プラスチック・アート」とも呼ばれ、セラミックなどのモデリング可能なメディアの造形技術による芸術である。
この用語は文学や音楽ではない、視覚芸術（絵画、彫刻、陶芸、建築、映画、写真など）を指すのに一般的に使用されている。

## 概要
この用語は、文学や音楽とは対照的な、視覚芸術すべてに広く使用される場合がある。
より狭い定義のプラスチック・アートが使用する材料には、石や木材、コンクリート、ガラス、金属、粘土などがあり、成形が可能なものの彫刻が含まれる。
「プラスチック」という用語は、ある種の合成有機樹脂が発明されて以来、それらを意味するために使用されていたが、「プラスチック・アート」という言葉は、造形芸術を表す用語として以前から使用されている。

## 歴史
「プラスチック」という言葉は、ギリシャ語の「plastikos」に由来しており、「成形する」または「形作る」という意味。この言葉は、合成材料として現在主流となっている意味よりもずっと前から使われ、「プラスチック・アート」という用語も、歴史的に文学や音楽などの芸術とは別の芸術という意味で、視覚芸術（絵画、彫刻、陶芸）を表すために使用されていたが、20世紀初頭に近代絵画は、特にポール・セザンヌの作品を論じる批評家によって、関連用語であるモダンペインティング（modern painting, 可塑性）や可塑主義（particularly）が広く使われるようになった。
1807年にフリードリヒ・ヴィルヘルム・ヨーゼフ・シェリングが「造形芸術」を彫刻と建築等に限定し、使用し始められる。
なお、最も古い「造形芸術」は3万～3万4千年前まで遡るという。

## 文学への応用
一方で、ドイツの批評家アウグスト・ヴィルヘルム・シュレーゲル（1767–1845）は、この概念を視覚芸術だけでなく詩にも適用しはじめる。彼は、古典的な詩の行間は成形/プラスチックで区切られ、韻はロマン派（の領域）に属していると考えたのである。

シュレーゲルは、1827年に『造形芸術の理論と歴史について』（On the Theory and History of the Plastic Arts） として出版されたウィーン講義（1809年-1811年）の中で、古典芸術の造形主義と絵画的なロマン主義を対比させている。